# 石犀
石犀是成都博物馆的镇馆之宝之一，2012年出土。该石犀极有可能是李冰治水时用于镇水的神兽，具有极高的考古研究和艺术价值。

## 基本概况
石犀馆藏于成都博物馆，制作年代估计在战国晚期至汉。
石犀长3.31米，宽1.38米，高1.93米，重约8.5吨，外形似犀牛作站立状，整体雕刻风格粗犷古朴，躯干丰满，四肢短而粗，下颌及前肢躯干雕刻卷云纹，是迄今发现的中国同时期最大的圆雕石刻。

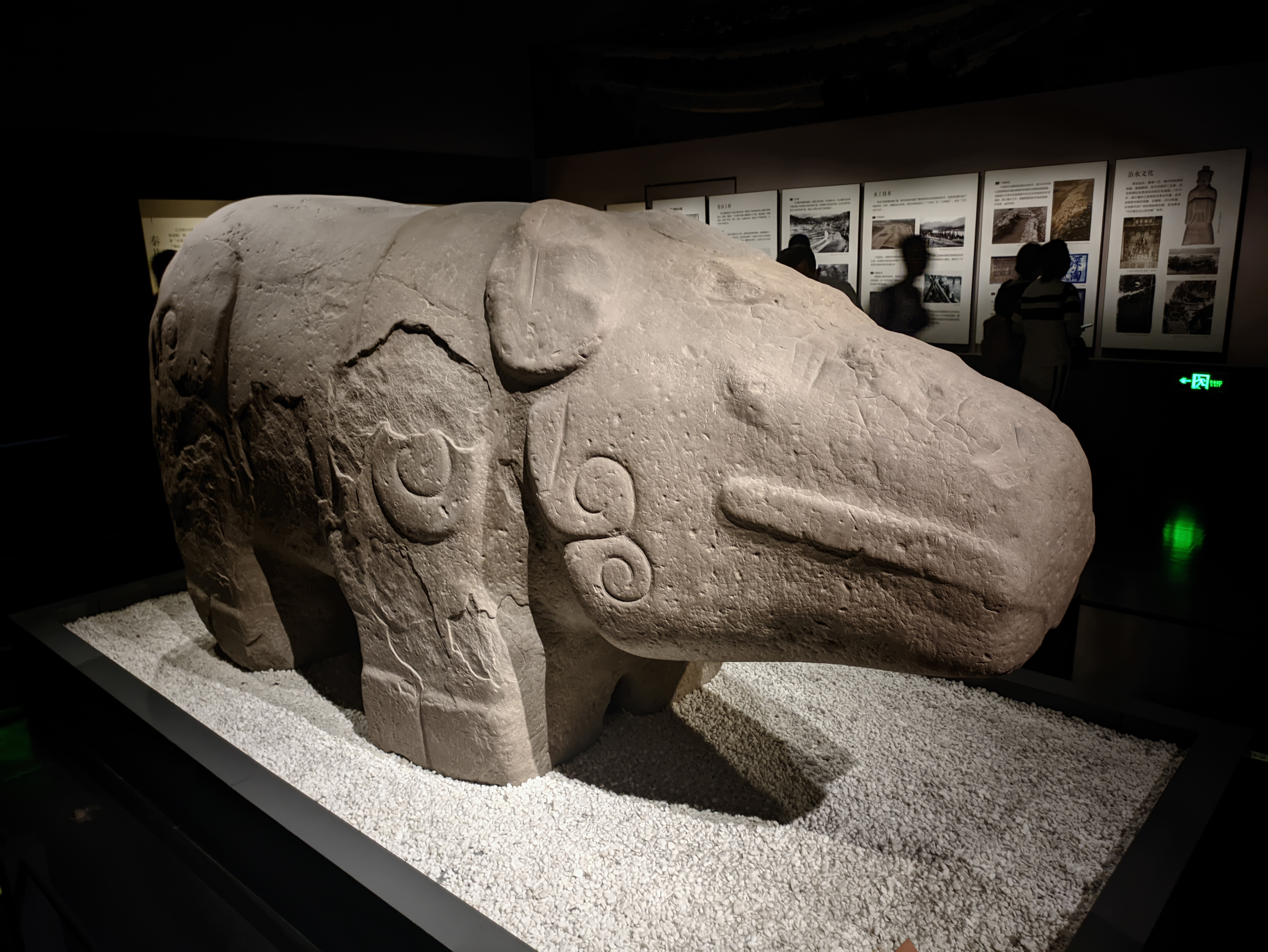
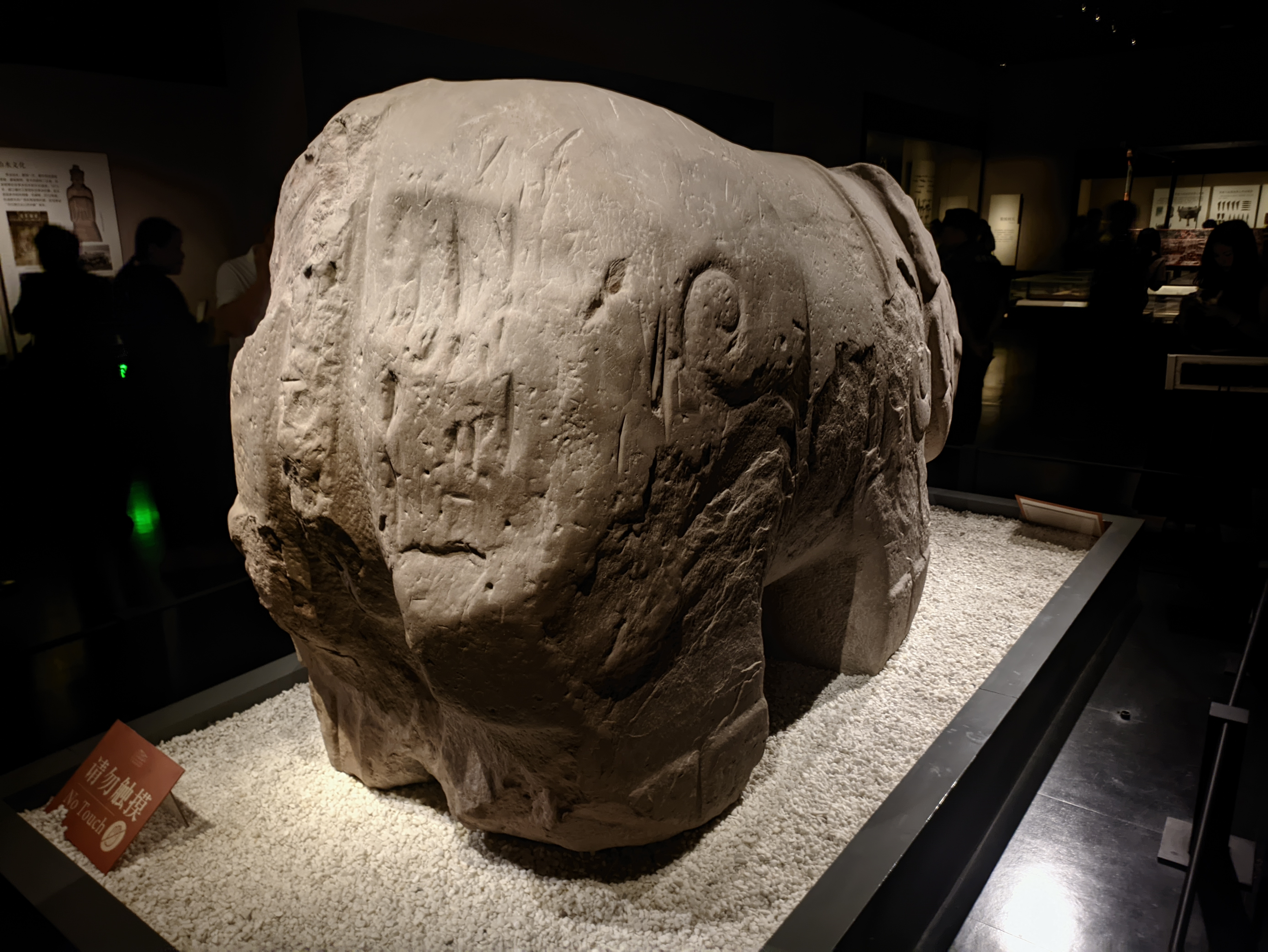

## 出土情况
石犀出土于天府广场东侧工地。

### 发现
1973年，成都市政府在天府广场东侧修建电信大楼时，进行打桩作业的四川省第三建筑公司的一名工人发现一只动物形状的大石块，经初步确定后确认是一件由红砂岩雕刻的石兽。石兽侧躺于地，体型比牛还大，右侧埋于沙土中，只有左边足部和腹部可见，头部亦不可见。因石兽过重、挖掘技术不到位、电信大楼建设工期紧再加上石兽埋藏过深，大楼地基不用再往下打等原因，文物部门建议就地回填。这只石兽因此重新回到地下，直到近40年后才得以重见天日。

### 出土
2010年10月7日，石犀埋藏地正上方的电信大楼拆除。
2012年12月，四川大剧院准备在电信大楼原址开建。开工之前，成都文物考古研究院正式进场勘察。12月6日，考古队在确定好了最后发现石犀的地点后，开始对探方进行扩张。队员先将原电信大楼基桩破除，接着从其下比较完整的地层中一个距地面约4米的坑中再度发现石犀。

## 损毁与修复

### 损毁情况
出土时，石犀受到了一定的机械损伤、生物病害、人为损伤，同时其表面存在开裂、风化、粉化、盐分析出等一系列问题，还有部分被电信大楼修筑时灌注的混凝土覆盖。

### 修复工作
2013年1月，石犀经过预加固和预包装后，被搬运至成都文物考古研究院文物保护修复中心进行修复保护工作。经过讨论和论证，保护团队决定主要使用机械和化学方法进行表面清理，使用脱盐纸浆进行脱盐针对风化、粉化病害部位进行渗透加固处理，并对局部进行有依据的修补等工作。

#### 难题
在地下埋藏近2000年，石犀身上的病害情况极其严重。同时由于石犀体量大、表面缺损部位多、关于石犀的现存资料缺失、没有可供对比的同时期同类型文物等客观不利条件下，传统保护修复文物的方法已不能满足实施有效保护研究的要求。

#### 新科技
近年来随着科技的不断进步，数字化技术被广泛地应用于中国的文物保护领域之中，例如利用数字化虚拟修复技术记录中国西南、西北地区的诸多石窟、碑、佛造像等易受自然和人文因素破坏的石质文物的纹理走势和状态，有效的遏制了文物信息流失、解决了文物难以欣赏与研究的问题。鉴于此，石犀的修复也引入了数字化虚拟修复技术以精确探测石犀本体病害的客观情况，减少实际修复过程中人为主观因素的干扰。
2018年，成都博物馆同北京国文琰文物保护发展有限公司（以下简称国文琰公司）达成合作，以专项小组的形式开展为其两年的石犀数字化研究项目。为了最大程度的保证观众参观体验，石犀的勘察工作都是在每天闭馆后进行。

#### 文物信息采集
文物信息采集是本次修复工作的第一步，利用无损检测技术全面采集文物本体数据。
初期专项小组从文物表面病害、保存环境和制作工艺与材料三个方面进行了详尽全面的论证分析。利用大型机器关节臂进行激光扫描后三维建模，全方位的记录文物的形状、尺寸等方面的数据。
对三维建模的结果进行曲率分析计算，再结合上现场勘查的基础，研究人员从剥落、裂隙、刻划、风化、缺失等五个方面对石犀进行分析，高效准确的绘制了石犀病害图。

#### 虚拟修复
虚拟修复是石犀修复工作的重点。虚拟修复技术能够最大程度的复原文物的本貌，还原缺失信息，为接下来的实际修复提供参考。
石犀表面的多处磨损，既无法通过相关佐证资料进行参考，亦无同类型文物进行对比对照修复，研究人员于是采用“轴心对称性”与“连贯性”等规律，在虚拟空间中，对石犀表面的残损花纹、足部纹理以及头部等严重缺失的部分进行修补。至于浅表性裂隙和孔洞状风化等微观问题采用曲率分析进行修复。
虚拟修复完成了“底缺失部分补配、孔洞与小裂隙表面平滑修复、刻划与裂隙填补修复、大面积剥落抬升修复、缺失病害对称性补配修复、卷云纹饰修复、彩色纹理修复、网格优化修复”，同时也在保留早期历史残损的基础上抹去了近现代保存不当和自然破坏的痕迹。

### 数字化利用
除了虚拟修复，数字化技术还帮助工作人员精确的获取实习的尺寸，并发现石犀建造外形符合黄金分割定律。
石犀的三维模型也应用于成都博物馆的文创、教育、宣传和展览等方面，以拓宽石犀乃至成都博物馆的影响力。

## 历史渊源
石犀被认为是李冰在成都治水时，制作的“镇水神兽”。

### 文史研究
石犀于1973年初次发现时，由于信息的不足，部分文史专家认为这是五代前蜀皇家园林宣华苑前的石狮。但2012年进行细致研究时，石犀考古研究队领队易立认为，石犀的雕刻风格古朴、粗犷，线条简练生动，显然不是东汉乃至以后时期巴蜀地区的雕刻风格，与秦文化更接近。
从地层学来看，石犀出土的底层属于第七层（即所谓“晋初层”），并且同坑出土少量陶器残片、绳纹瓦和模印有花纹的铺地砖，证明石犀的埋藏时间为蜀汉末年至晋朝初年，故石犀制作年代应该早于这一埋藏年代。
除此以外，在秦汉时期，中国的长江流域和珠江流域都有着大量的犀牛生存。成都位于长江上游区域，当时气候应为热带雨林气候，极有可能有大量犀牛生活，而金沙遗址出土的犀牛骨骼也可以佐证这一看法。
综上所述，石犀制作年代应为战国末期至秦朝初期，与李冰治水年代相当，极有可能是李冰治水之遗留。

### 史籍记载
汉 杨雄 《蜀王本纪》：“江水為害，蜀守李冰作石犀五枚，二枚在府中，一枚在市橋下，二枚在水中，以厭水精，因曰石犀里也。”《华阳国志·卷三》：“周灭后，秦孝文王以李冰为蜀守……于是蜀沃野千里，号为陆海。旱则引水浸润，雨则杜塞水门，故记曰：「水旱从人，不知饥馑。」「时无荒年，天下谓之天府」也。外作石犀五头以厌水精。穿石犀渠于江南，命曰犀牛里。后转置犀牛二头，一在府市市桥门，今所谓石牛门是也。一在渊中。谓在石犀渊中。乃自湔堰上分穿羊、摩江灌江西。”